# Liste d'élections en 1869
Chronologie des élections
- 1865
- 1866
- 1867
- 1868
- 1869
- 1870
- 1871
- 1872
- 1873

Cet article recense les élections organisées durant l'année 1869.

## Élections nationales en 1869
| Date                        | État          | Élection ou référendum                    | Contexte | Résultat |
| --------------------------- | ------------- | ----------------------------------------- | -------- | --- |
| 1er juin 1868 - 2 août 1869 | États-Unis    | Législatives (chambre (en) et sénat (en)) |          | Cette section est vide, insuffisamment détaillée ou incomplète. Votre aide est la bienvenue ! Comment faire ? |
| 1869                        | Serbie        | Législatives (en)                         |          | Cette section est vide, insuffisamment détaillée ou incomplète. Votre aide est la bienvenue ! Comment faire ? |
| 1er - 17 janvier            | Guatemala     | Générales (es)                            |          | Cette section est vide, insuffisamment détaillée ou incomplète. Votre aide est la bienvenue ! Comment faire ? |
| 15 janvier                  | Espagne       | Générales                                 |          | Cette section est vide, insuffisamment détaillée ou incomplète. Votre aide est la bienvenue ! Comment faire ? |
| mars                        | Royaume-Uni   | Législatives partielles (en)              |          | Cette section est vide, insuffisamment détaillée ou incomplète. Votre aide est la bienvenue ! Comment faire ? |
| 27 mars                     | Costa Rica    | Présidentielle (en)                       |          | Cette section est vide, insuffisamment détaillée ou incomplète. Votre aide est la bienvenue ! Comment faire ? |
| 11 avril                    | Portugal      | Législatives (en)                         |          | Cette section est vide, insuffisamment détaillée ou incomplète. Votre aide est la bienvenue ! Comment faire ? |
| 29 avril                    | Liechtenstein | Générales (en)                            |          | Cette section est vide, insuffisamment détaillée ou incomplète. Votre aide est la bienvenue ! Comment faire ? |
| 4 mai                       | Liberia       | Présidentielle                            |          | Cette section est vide, insuffisamment détaillée ou incomplète. Votre aide est la bienvenue ! Comment faire ? |
| 4 mai                       | Liberia       | Référendum constitutionnel (en)           |          | Cette section est vide, insuffisamment détaillée ou incomplète. Votre aide est la bienvenue ! Comment faire ? |
| 16 mai                      | Grèce         | Législatives                              |          | Cette section est vide, insuffisamment détaillée ou incomplète. Votre aide est la bienvenue ! Comment faire ? |
| 24 mai - 7 juin             | France        | Législatives                              |          | Cette section est vide, insuffisamment détaillée ou incomplète. Votre aide est la bienvenue ! Comment faire ? |
| 8 juin                      | Luxembourg    | Législatives                              |          | Cette section est vide, insuffisamment détaillée ou incomplète. Votre aide est la bienvenue ! Comment faire ? |
| 8 juin                      | Pays-Bas      | 2de chambre (nl)                          |          | Cette section est vide, insuffisamment détaillée ou incomplète. Votre aide est la bienvenue ! Comment faire ? |
| 16 mai                      | Équateur      | Présidentielle (mai) (es)                 |          | Cette section est vide, insuffisamment détaillée ou incomplète. Votre aide est la bienvenue ! Comment faire ? |
| 1er juillet                 | Équateur      | Référendum constitutionnel (en)           |          | Cette section est vide, insuffisamment détaillée ou incomplète. Votre aide est la bienvenue ! Comment faire ? |
| 9 août                      | Équateur      | Présidentielle (août) (es)                |          | Cette section est vide, insuffisamment détaillée ou incomplète. Votre aide est la bienvenue ! Comment faire ? |
| 11 août                     | Équateur      | Constituantes (es)                        |          | Cette section est vide, insuffisamment détaillée ou incomplète. Votre aide est la bienvenue ! Comment faire ? |
| 19 août                     | Honduras      | Présidentielle (es)                       |          | Cette section est vide, insuffisamment détaillée ou incomplète. Votre aide est la bienvenue ! Comment faire ? |
| 31 octobre                  | Suisse        | Fédérales                                 |          | Cette section est vide, insuffisamment détaillée ou incomplète. Votre aide est la bienvenue ! Comment faire ? |
| 12 décembre                 | Salvador      | Présidentielle (en)                       |          | Cette section est vide, insuffisamment détaillée ou incomplète. Votre aide est la bienvenue ! Comment faire ? |

## Élections en subdivisions nationales en 1869
Cette section concerne les élections législatives dans un État fédéré, une subdivision territoriale ou une colonie d'un État souverain, ainsi que leurs principaux référendums.
| Date                              | Subdivision            | État               | Élection ou référendum | Contexte     | Résultat |
| --------------------------------- | ---------------------- | ------------------ | ---------------------- | ------------ | --- |
| 1869                              | Suède                  | Suède-Norvège      | 1re Chambre (sv)       |              | Cette section est vide, insuffisamment détaillée ou incomplète. Votre aide est la bienvenue ! Comment faire ? |
| 1869                              | Suède                  | Suède-Norvège      | 2de Chambre (sv)       |              | Cette section est vide, insuffisamment détaillée ou incomplète. Votre aide est la bienvenue ! Comment faire ? |
| 1869                              | Colombri-Britannique   | Empire britannique | Générales (en)         | 9e mandature | Cette section est vide, insuffisamment détaillée ou incomplète. Votre aide est la bienvenue ! Comment faire ? |
| 1869                              | Îles Féroé             | Danemark           | Législatives (en)      |              | Cette section est vide, insuffisamment détaillée ou incomplète. Votre aide est la bienvenue ! Comment faire ? |
| 9 - 13 mars                       | Hongrie                | Autriche-Hongrie   | Législatives (en)      |              | Cette section est vide, insuffisamment détaillée ou incomplète. Votre aide est la bienvenue ! Comment faire ? |
| 22 septembre                      | Danemark               | Danemark           | Législatives (en)      |              | Cette section est vide, insuffisamment détaillée ou incomplète. Votre aide est la bienvenue ! Comment faire ? |
| Novembre                          | Terre-Neuve            | Empire britannique | Générales (en)         |              | Cette section est vide, insuffisamment détaillée ou incomplète. Votre aide est la bienvenue ! Comment faire ? |
| 3 décembre 1869 - 10 janvier 1870 | Nouvelle-Galles du Sud | Empire britannique | Coloniales (en)        |              | Voir l'article « Liste d'élections en 1870 ».                                                                 |